# 25602 Ucaronia
25602 Ucaronia (tên chỉ định 2000 AA3) là một tiểu hành tinh vành đai chính được phát hiện ngày 2 tháng 1 năm 2000 bởi Andrea Boattini và Alfredo Caronia ở Pian dei Termini.